# Ridderorden in Ghana
Ghana heeft van 1957 tot 1960 de Britse onderscheidingen en ridderorden zoals de Orde van het Britse Rijk gebruikt. Dat was mogelijk omdat Elizabeth II van het Verenigd Koninkrijk tot dat jaar ook Koningin van Ghana was.
In 1960 werd het land een republiek en later werd een eigen ridderorde ingesteld.
- De Orde van de Ster van Ghana (Engels: "Order of the Star of Ghana")
- De Orde van de Volta (Engels: "Order of the Volta")
- De Orde voor Belangrijke Diensten (Engels: "Distinguished Service Order")
- De Grote Ster van Ghana (Engels: "The Grand Cross)
- De Orde voor Belangrijke Diensten voor de Politie (Ghana) (Engels: "Ghana Police Distinguished Service Order")
- De Orde voor Belangrijke Diensten voor het Gevangeniswezen (Ghana) (Engels: "Prisons Distinguished Service Order")